# حسن مثنی
حسن بن حسن بن علی بن ابی‌طالب هاشمی قریشی (به عربی: حَسَنُ بْنُن الْحَسَنُ بْنُ عَلِيِّ بْنِ أَبِي طَالِبٍ الْهَاشِمِيُّ الْقُرَشِيُّ)؛ (۳۷هـ – ۹۷ هـ) مشهور به حسن مثنی از فرزندان حسن مجتبی (امام دوم شیعیان) بود و به‌علت همنامی با پدرش، حسن مثنی نامیده می‌شود.
حسن مثنی در جنگ عاشورا زخمی شد. همسرش فاطمه بنت حسین بن علی (امام سوم شیعیان) بود. بسیاری از مطالب تاریخی واقعه عاشورا را او منتقل کرده‌است. او به دستور عبدالملک بن مروان (از خلفای اموی) مسموم شد و در ۶۰ سالگی درگذشت و در قبرستان بقیع دفن شد.

## همسر و فرزندان

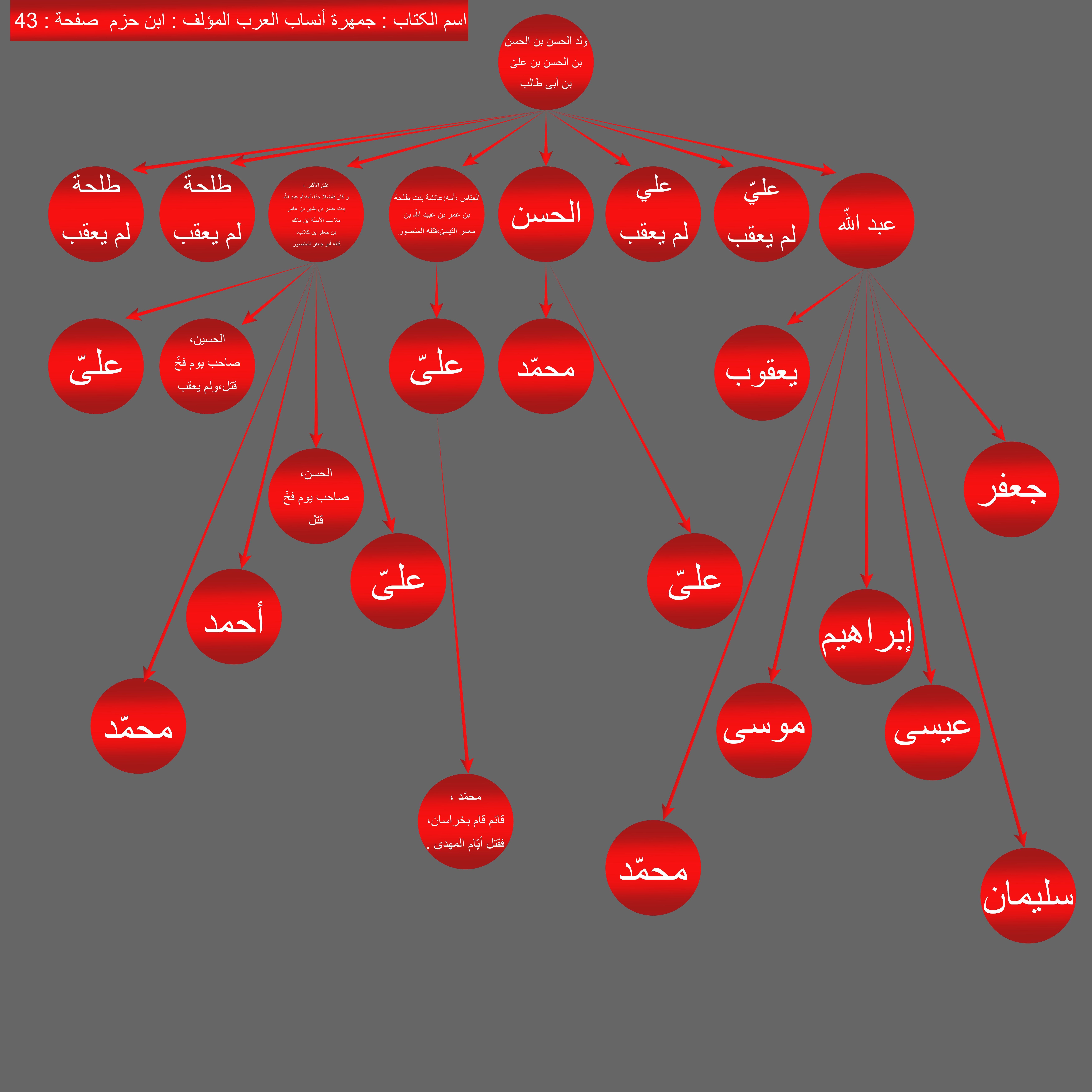
نوادگان حسن مثلث

1. از فاطمه صغری:
  1. عبدالله
  2. ابراهیم غمر
  3. حسن مثلث
  4. ام‌کلثوم
  5. زینب
2. از یک ام‌ولد:
  1. جعفر
  2. داود
3. از رمله بنت سعید:
  1. محمد
  2. رقیه
4. از حبیبه رومی:
  1. فاطمه